# فلو مونیه
فلو مونیه (انگلیسی: Flo Mounier؛ زادهٔ ۲۹ ژوئن ۱۹۷۴) طبل‌زن، و خواننده اهل کانادا است.